# Thesmophora
Thesmophora es un género monotípico de plantas  de la familia Scrophulariaceae. Su única especie: Thesmophora scopulosa, se encuentra en  Sudáfrica.

## Descripción
Es un arbusto enano, perennifolio y litófita que alcanza un tamaño de 0.1 - 0.3 m de altura,  a una altitud de 1000 - 1200 metros en Sudáfrica.

## Taxonomía
Thesmophora scopulosa fue descrita por  Rourke y publicado en Edinburgh Journal of Botany 50(1): 90, en el año 1993.